# Tyranneutes virescens
El saltarín diminuto (Tyranneutes virescens), también denominado bailarín diminuto o saltarín aceituno  (en Venezuela), es una especie de ave paseriforme de la familia Pipridae, una de las dos en el género Tyranneutes. Es nativo del escudo guayanés de América del Sur.

## Distribución y hábitat
Se distribuye por el este de Venezuela (noreste y sureste de Bolívar), Guyana, Surinam, Guayana francesa y noreste de la Amazonia brasileña (desde el río Branco y bajo río Negro hacia el este hasta Amapá).
Esta especie es considerada bastante común en sus hábitats naturales, los estratos bajo y medio de selvas húmedas tropicales de regiones bajas, hasta los 500 m de altitud.

## Descripción
En promedio mide 7,5 cm de longitud y pesa 7 g. El plumaje del dorso es verde oliva. El macho presenta una estría amarilla en el píleo, la cual es muy pequeña o está ausente en la hembra. La garganta y el pecho son de color gris claro, el vientre crema.

## Sistemática

### Descripción original
La especie T. virescens fue descrita por primera vez por el ornitólogo austríaco August von Pelzeln en 1868 bajo el nombre científico Pipra virescens; su localidad tipo es: «Barra del Río Negro [= Manaus], Brasil.».

### Etimología
El nombre genérico masculino «Tyranneutes» deriva del griego «turanneuō, turannos» que significa ‘ser un tirano’, ‘tirano’; y el nombre de la especie «virescens», en latín significa ‘verdoso’.

### Taxonomía
Es monotípica.